# Conector Molex

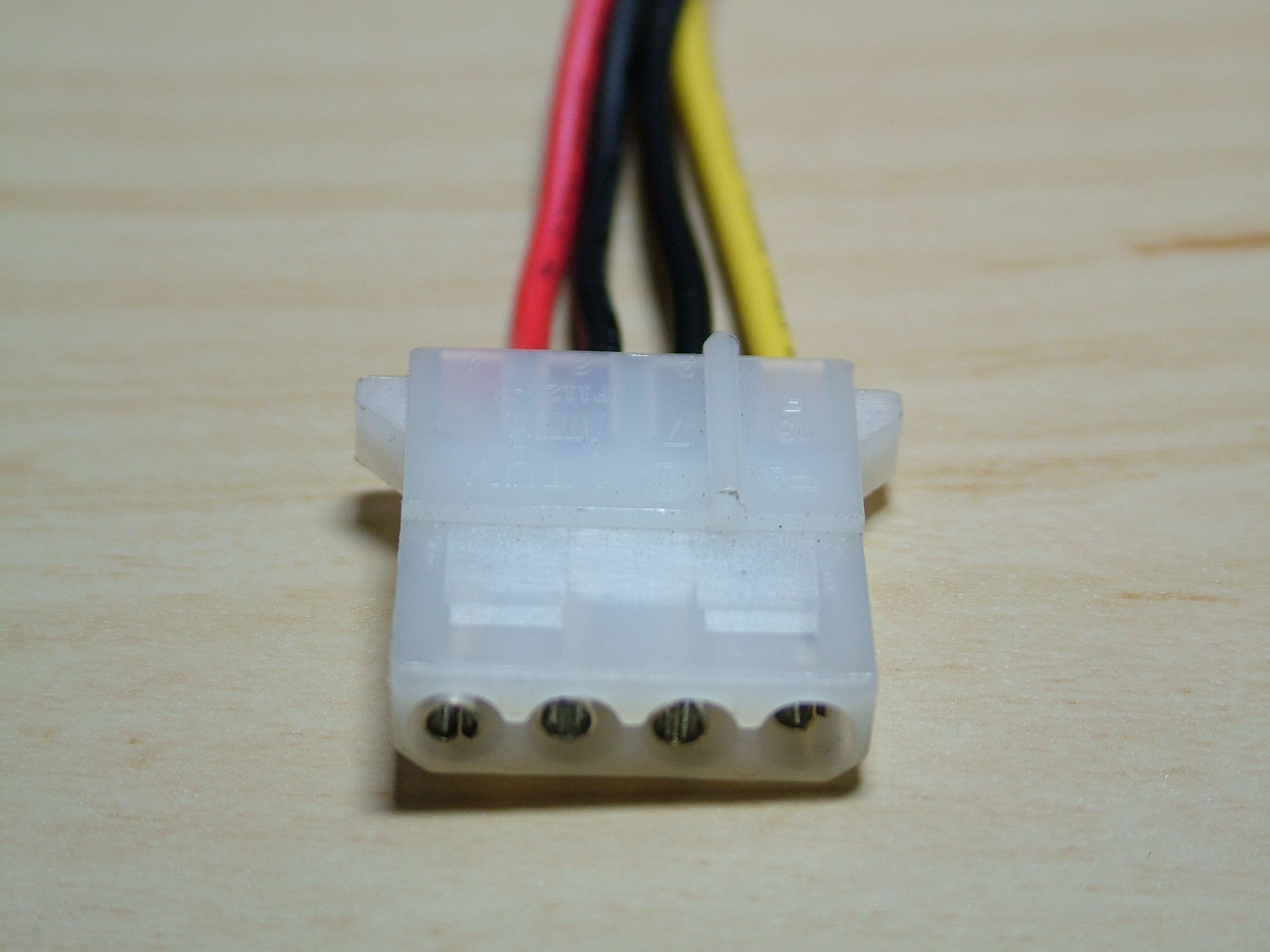
Conector Molex fêmea.

Conector Molex é um conector clássico de pinos utilizado por diversas peças, como unidades óticas, discos rígidos e alguns tipos de coolers. Maneja tensões de 5 e 12 volts.

## Vantagens sobre outros conectores[3]
- contato elétrico bom;
- montagem fácil;
- tamanho pequeno;
- encaixe fácil.